# Карликові райки
Карликові райки (Microhylidae) — родина земноводних підряду Neobatrachia ряду Безхвості. Має 11 підродин, 69 родів, 523 вида. Інша назва «вузькороті райки».

## Опис
Загальна довжина представників цієї родини коливається від 1,5 до 10,5 см. Вони набагато менші за представників райкових, тому отримали свою назву. Мають непропорційно маленькі розміри голови і рота. Кінцівки досить короткі, у більшості видів відсутній плавальна перетинка й присоски.
Забарвлені дуже різноманітно, деякі види досить непоказні, інші мають у забарвленні яскраві червоні та помаранчеві кольори, що перемежовуються з більш темними, що надає забарвленню контрастність і виразність.

## Спосіб життя
Серед карликових райок зустрічаються наземні і деревні форми. Деякі види пристосувалися до дуже посушливих умов, здатні зариватися у землю за допомогою задніх кінцівок. Живляться переважно дрібними комахами.
У шлюбний період самці видають гучні крики. У період розмноження більшість видів прив'язані до води, але деякі настільки пристосувалися до посушливих умов, що відкладають яйця в нори гризунів і порожнини між листям рослин. Личинкова стадія у цих видів проходить в яйці.

## Розповсюдження
Поширені досить широко: у Північній і Південній Америці, західній, східній та південній Африці, від Індії до Північної Австралії.

## Підродини та роди
- Роди поза підродин:
  - рід Adelastes Zweifel, 1986
  - рід Altigius Wild, 1995
  - рід Arcovomer Carvalho, 1954
  - рід Gastrophrynoides Noble, 1926
  - рід Hyophryne Carvalho, 1954
  - рід Melanophryne Lehr & Trueb, 2007
  - рід Myersiella Carvalho, 1954
  - рід Phrynella Boulenger, 1887
  - рід Relictivomer Carvalho, 1954
  - рід Stereocyclops Cope, 1870
  - рід Synapturanus Carvalho, 1954
  - рід Syncope Walker, 1973
- ПідродинаAsterophryinae Günther, 1858
  - рід Albericus Burton & Zweifel, 1995
  - рід Aphantophryne Fry, 1917
  - рід Asterophrys Tschudi, 1838
  - рід Austrochaperina Fry, 1912
  - рід Barygenys Parker, 1936
  - рід Callulops Boulenger, 1888
  - рід Choerophryne Van Kampen, 1914
  - рід Cophixalus Boettger, 1892
  - рід Copiula Méhely, 1901
  - рід Genyophryne Boulenger, 1890
  - рід Hylophorbus Macleay, 1878
  - рід Liophryne Boulenger, 1897
  - рід Mantophryne Boulenger, 1897
  - рід Metamagnusia Günther, 2009
  - рід Oninia Günther, Stelbrink, & von Rintelen, 2010
  - рід Oreophryne Boettger, 1895
  - рід Oxydactyla Van Kampen, 1913
  - рід Paedophryne Kraus, 2010
  - рід Pherohapsis Zweifel, 1972
  - рід Pseudocallulops Günther, 2009
  - рід Sphenophryne Peters & Doria, 1878
  - рід Xenorhina Peters, 1863
- ПідродинаCophylinae Cope, 1889
  - рід Anodonthyla Müller, 1892
  - рід Cophyla Boettger, 1880
  - рід Madecassophryne Guibé, 1974
  - рід Mini Scherz et al., 2019
  - рід Platypelis Boulenger, 1882
  - рід Plethodontohyla Boulenger, 1882
  - рід Rhombophryne Boettger, 1880
  - рід Stumpffia Boettger, 1881
- Підродина Dyscophinae Boulenger, 1882
  - рід Dyscophus Grandidier, 1872
- Підродина Gastrophryninae Fitzinger, 1843
  - рід Chiasmocleis Méhely, 1904
  - рід Ctenophryne Mocquard, 1904
  - рід Dasypops Miranda-Ribeiro, 1924
  - рід Dermatonotus Méhely, 1904
  - рід Elachistocleis Parker, 1927
  - рід Gastrophryne Fitzinger, 1843
  - рід Hamptophryne Carvalho, 1954
  - рід Hypopachus Keferstein, 1867
  - рід Nelsonophryne Frost, 1987
- ПідродинаHoplophryninae Noble, 1931
  - рід Hoplophryne Barbour & Loveridge, 1928
  - рід Parhoplophryne Barbour & Loveridge, 1928
- ПідродинаKalophryninae Mivart, 1869
  - рід Kalophrynus Tschudi, 1838
- ПідродинаMelanobatrachinae Noble, 1931
  - рід Melanobatrachus Beddome, 1878
- ПідродинаMicrohylinae Günther, 1858
  - рід Calluella Stoliczka, 1872
  - рід Chaperina Mocquard, 1892
  - рід Glyphoglossus Günther, 1869
  - рід Kaloula Gray, 1831
  - рід Metaphrynella Parker, 1934
  - рід Microhyla Tschudi, 1838
  - рід Micryletta Dubois, 1987
  - рід Mysticellus Biju and Sonali Garg, 2019
  - рід Ramanella Rao & Ramanna, 1925
  - рід Uperodon Duméril & Bibron, 1841
- ПідродинаOtophryninae Wassersug & Pyburn, 1987
  - рід Otophryne Boulenger, 1900
- ПідродинаPhrynomerinae Noble, 1931
  - рід Phrynomantis Peters, 1867
- ПідродинаScaphiophryninae Laurent, 1946
  - рід Paradoxophyla Blommers-Schlösser & Blanc, 1991
  - рід Scaphiophryne Boulenger, 1882